# Estola compacta
Estola compacta là một loài bọ cánh cứng trong họ Cerambycidae.